# Dark Floors
Dark Floors – The Lordi Motion Picture — fiński film fabularny z 2008 roku. Jest to drugi – a pierwszy pełnometrażowy – horror, w którym zagrali członkowie zespołu muzycznego Lordi, wcielając się w potwory. Zespół nagrał również utwór zamykający film podczas napisów końcowych. Dark Floors to debiut filmowy reżysera Pete Riskiego, który dotąd realizował jedynie teledyski Lordi i kilku innych grup.
20 maja 2007 roku zespół Lordi pojawił się na międzynarodowym Festiwalu Filmowym w Cannes, gdzie zagrał koncert przy okazji promocji filmu.
Mimo że do fińskich kin film trafił 8 lutego 2008 r., to już dwa dni wcześniej odbyła się jego ekskluzywna premiera w hali jednej z fińskich drużyn hokejowych.

## Opis fabuły
Ojciec (Ben) w trosce o zdrowie swojej autystycznej córki (Sarah), uważa usunięcie jej ze szpitala jako jedyną szansę uratowania jej życia. Podczas próby wyjścia z budynku Ben, Sarah oraz kilka innych osób zostaje uwięzionych w zepsutej windzie. Gdy po jakimś czasie drzwi windy się otwierają, szpital sprawia wrażenie opustoszałego. Z czasem zostają znajdowane zmasakrowane ciała, a stwory z ciemnego świata zaczynają przerażające natarcie. Wkrótce staje się jasne, że życie grupy zależy od małej dziewczynki.

## Obsada
- Noah Huntley jako Ben
- Skye Bennett jako Sarah
- Dominique McElligot jako pielęgniarka Emily
- Leon Herbert jako ochroniarz Rick
- William Hope jako biznesmen Jon
- Ronald Pickup jako bezdomny Tobias
- Philip Bretherton jako lekarz Walter
- Lordi jako potwory

## Ekipa
- Reżyseria: Pete Riski
- Scenariusz: Pekka Lehtosaari
  - Mr. Lordi (pierwotny pomysł)
  - Pete Riski (pierwotny pomysł)
- Producent: Markus Selin
- Producent wykonawczy: Jukka Helle
- Produkcja: Solar Films
- Dystrybucja: Nordisk Film
- Montaż: Stefan Sundlöf, Antti Kulmala, Joona Louhivuori
- Muzyka: Ville Riippa
  - Mr. Lordi (utwór Beast Loose in Paradise)
- Operator: Jean-Noel Mustonen
- Casting: Jeremy Zimmermann, Manuel Puro
- Scenografia: Tiina Anttila
- Kostiumy: Tiina Anttila
- Make-up: Emmi Leeve, Jim Udenberg, Mari Vaalasranta
  - Johanna Askola-Putaansuu (kostiumy i make-up potworów)
- Dźwięk: Jyrki Rahkonen
- Efekty specjalne: Konsta Mannerheimo